# Władysław Konopczyński
Władysław Konopczyński, ps. „Dantyszek”, „Korzonek” (ur. 26 listopada 1880 w Warszawie, zm. 12 lipca 1952 w Młynniku koło Ojcowa) – polski historyk, profesor Uniwersytetu Jagiellońskiego, członek Towarzystwa Naukowego Warszawskiego i Polskiej Akademii Umiejętności, członek Koła Krakowskiego Towarzystwa Historycznego, współtwórca i pierwszy redaktor naczelny Polskiego Słownika Biograficznego, erudyta i poliglota, poseł na Sejm I kadencji w II RP z ramienia Związku Ludowo-Narodowego.

## Życiorys

### Życie prywatne
Urodził się 26 listopada 1880 r. w Warszawie. Mszę świętą w dniu 15 grudnia 1880 r. w kościele św. Aleksandra w Warszawie, na której otrzymał imiona Władysław Aleksander nawiązujące do rodzinnej tradycji, celebrował ks. Ksawery Rogowski. Rodzicami chrzestnymi zostali Zofia Strumiłło i Aleksander Konopczyński. Ojciec Ignacy Konopczyński w momencie narodzin syna miał 31 lat, a matka Ludwika 27 lat.
Jego dziadek Stanisław Konopczyński był nauczycielem ludowym. Z kolei jego ojciec Ignacy po wczesnym osieroceniu przez ojca wychowywał się u wuja Szulza. Uczęszczał do szkoły powszechnej w Rypinie, następnie do gimnazjum w Warszawie, zaś studia odbył w Petersburskim Instytucie Inżynierów Dróg i Komunikacji. Jak większość członków rodziny wykazywał zainteresowania techniczno-matematyczne. Pracował początkowo u bankiera Blocha, a potem jako kierownik ruchu w Kolei Nadwiślańskiej. Zmarł na atak serca 30 lipca 1915.
Matka, Ludwika Anastazja zd. Obrąpalska (1853–1944) – pochodziła z rodziny o tradycjach inteligencji technicznej. Jej ojciec, Erazm Obrąpalski był wpływowym inżynierem kolejnictwa w Rosji. Ludwika w młodości miała ładną buzię, a jako feministka krótko obcięte włosy. Amatorsko zajmowała się śpiewem. Pobierała lekcje języka włoskiego, niezbędnego dla śpiewaczki od Marii Siemiradzkiej, która potem została drugą żoną jej ojca. Ludwika parała się także malarstwem, którego uczyła się od Wojciecha Gersona. Wyjeżdżała wraz z ojcem do Petersburga, aby tam kopiować w Ermitażu dzieła van Dycka, a już po ślubie kopiowała obrazy Henryka Siemiradzkiego. Natomiast Jadwiga Ostromęcka (około 1862–1944 lub 1945) wspominała: zdolna malarka, nie posiadała jednak talentu twórczego, była natomiast świetną portrecistką i kopistką. Mówił o niej Henryk Siemieradzki, że pod każdym swoim skopiowanym przez Konopczyńską obrazem bez wahania podpisałby swoje nazwisko. Jego piękne Parki, namalowane przez Konopczyńską na paterze porcelanowej, uzyskały na Powszechnej Wystawie w Chicago mention honorable.
Jego matka miała dwie siostry: Józefę i Zofię. Wszystkie trzy siostry brały ślub jednego dnia. Józefa wyszła za mąż za Franciszka Ostromęckiego, a Zofia za Władysława Strumiłłę. Józefa miała czworo dzieci: Michalinę, Marię, Gabrielę i Ludwika, a Zofia troje: Tadeusza, Zofię i Władysława. Rodzina była zaprzyjaźniona z ks. Leskim, który mawiał, że ich pradziadek zmienił nazwisko z Konopka na Konopczyński.
Miał dwóch braci – Zygmunta (ur. 29 czerwca 1878) i Adama (ur. 16 lipca 1885). Wychowywał się pod okiem matki, zaś ojciec praktycznie nie zajmował się dziećmi wychodząc z założenia, że jego obowiązkiem było zapewnienie maksimum środków finansowych dla żony i dzieci. Bracia wychowywali się wspólnie i ćwiczyli gimnastykę w zakładzie M. Olszewskiego. Na wakacje wyjeżdżali wspólnie z matką na wczasy do Iwonicza, Szczawnicy i Sopotu. Rodzina była zżyta i często odwiedzano wujostwo Ostromęckich w Rogolinie, stryjostwo Strumiłłów w Książniczkach i dziadków Obrąpalskich w Dziepułci. Dom rodzinny przyszłego historyka wypełniony był atmosferą pozytywistyczną.
Przyszły historyk spędził dzieciństwo w Łodzi i Radomiu. Uczęszczał wraz z bratem Zygmuntem do Szkoły Realnej Wojciecha Górskiego w Warszawie. Potem do IV Gimnazjum w Warszawie(1891–1899), w którym był najlepszym uczniem. W szkole zaprzyjaźnił się z Juliuszem Kowalczykiem, Wacławem Wróblewskim, Tadeuszem Korniłowiczem, Ignacym Fonbergiem i Jackiem Woronieckim. Zdał maturę ze srebrnym medalem.
W czasie nauki w gimnazjum po raz pierwszy zakochał się. Wiosną 1897 r. zapisał w swoim pamiętniku: Pewna panna, daleka kuzynka, zrazu sympatyzowała ze mną (żeby nie powiedzieć za dużo), potem gdy poznała mego sympatycznego przyrodniego wuja, poczęła wzdychać do niego. Ja ze wszystkimi swymi Szyllerami i Payotami zostałem odstawiony, zdystansowany, czemu się trudno dziwić, bo byłem wtedy zarozumiałym sensatem, pozerem, a kuzyn miły, wesoły, miał większą wprawę w rozmowach w pensjonarkami. Partia była przegrana – czy miałem dawać widowisko zazdrości, czy może zrywać z przyjacielem? Dla kogo? Dla kobiety?.
W czasie studiów odbył jednoroczną służbę wojskową w III brygadzie artylerii gwardii (14 IX 1903 – 14 IX 1904). Brygadę wybrał ze względu na jej chlubny udział w bitwie pod Ostrołęką w 1831 r. Nie zrezygnował ze służby wojskowej, aby nie naciągać ojca na wydatek 1000 rubli tzw. odstępnego. Nie zdecydował się także na wyjazd z kraju, gdyż nie pozwalał mu na to honor oficera. Po wybuchu wojny rosyjsko-japońskiej symulował chorobę serca, co pozwoliło mu na uniknięcie wyjazdu na front i możliwego poniesienia śmierci za carat, którego nienawidził. W szpitalu wojskowym oddawał się lekturze Sejmu Czteroletniego Waleriana Kalinki, a następnie pracował nad monografią: Polska w dobie wojny siedmioletniej. W październiku 1904 r. wyjechał pospiesznie do Krakowa, acz i tam otrzymał w dzień Bożego Narodzenia wezwanie do wojska, które zignorował, stając się tym samym dezerterem. Czas ten wykorzystał na pracę nad Polską w dobie wojny siedmioletniej, Sejmem grodzieńskim 1752 roku i przygotowaniem do druku pracy o genezie liberum weto. Okres służby wojskowej zaliczał do najbardziej bezproduktywnych w życiu, gdyż stwierdzał: Zmarnowało się w życiu summa summarum jakieś trzy lata na wydziale prawnym, wojsku, w sejmie, w więzieniu.
W marcu 1908 r. poznał na seminarium Szymona Askenazego Marię Jarosiewiczównę, z którą przekładał na język polski Umowę społeczną Jean-Jacques’a Rousseau. W początkach 1910 r. nastąpiły zaręczyny. Ostatecznie zostały zerwane w maju 1910 r., bowiem ojciec Marii wytknął młodemu historykowi niski status materialny uniemożliwiający utrzymanie rodziny na odpowiednim poziomie.
22 lipca 1911 r. poślubił w kościele świętych Piotra i Pawła w Warszawie Jadwigę Lutostańską (8 lipca 1887 – 28 stycznia 1961), córkę nieżyjącego już Seweryna sędziego warszawskiej Izby Sądowej i Marii z Chmielewskich. Jadwiga była siostrą Jana (inżyniera mechanika), Aleksandry zamężnej z Józefem Rząśnickim i Karola – wieloletniego przyjaciela W. Konopczyńskiego i przyszłego profesora Uniwersytetu Warszawskiego
Miał trzy córki: Halinę (17 września 1912 – 18 lipca 1995), zamężną z Marianem Heitzmanem (1937), a następnie z Antonim Wójcickim (lata 60.); Marię (26 sierpnia 1917 – luty 1995) zamężną z Henrykiem Wieczorkiewiczem (1939), z którym rozstała się po wojnie i Wandę (18 X 1922 – po 1999) zamężną z Jerzym Mrozowskim (1949).
Często przebywał w majątku Młynnik koło Ojcowa. Folwark zakupił Ignacy Konopczyński. Pierwsze formalności rozpoczęto jeszcze w 1901 r., a ostateczną umowę kupna za 23 000 rubli od Nawrockiego podpisano w styczniu 1902 r.. Władysław w swoim pamiętniku pod datą 31 stycznia zapisał: Jesteśmy dziedzicami na Młynniku. Początkowo było to miejsce świątecznego odpoczynku, gdzie uczony oddawał się polowaniu, fotografowaniu, lekturze i skąd z braćmi i znajomymi udawał na wyprawy po niepowtarzalnej krajobrazowo okolicy. Po śmierci ojca w 1915 r. w swojej części prowadził folwark i wybudował nowy dom. Było to ulubione dla niego miejsce, bowiem uczony w swoich dziennikach określał dom mianem: ukochanego miejsca, które znakomicie pomagało na samopoczucie. Z kolei w liście do Kazimierza Lepszego pisał: Ja za 5 dni jadę do Buska na 3-4 tygodnie. Żal Młynnika... Natomiast w liście z 1934 r. pisał do Stanisława Kota Siedzę przez lato w Młynniku i folguję swej grafomanii (...) Deszcze leją, gnoją siano (...) wiele się krzątam. Rydze, pszczoły, wino porzeczkowe, porządkowanie <<archiwum>>, tj. listów i dzienników. No i troszkę roboty naukowej. W latach II wojny światowej majątek stał się źródłem utrzymania rodziny Konopczyńskich, gdzie Władysław mieszkał z dogasającą matką. Ostatnie lata życia, po usunięciu z UJ i przymusowej rezygnacji z różnych funkcji, spędził w tym majątku, który określał jako Tuskulum Młynnickie. W sierpniu 1952 r. Giga, córka Adama (młodszego brata Władysława) pisała do Jadwigi Konopczyńskiej: Wciąż żywo stoi nam w pamięci postać Stryjka podczas wakacji w Młynniku w ubiegłym roku, sprężystym krokiem przemierzającego ogród, zawiadującego sprawami Młynnika, opiekującego się troskliwie swymi pszczołami, wesoło bawiącego się z wnukami, z Piratem, prowadzącego wycieczki młodzieży młynnickiej, palącego ogniska w lesie, a nawet zbierającego orzechy – nie tylko przy pomocy laski, ale wspinającego się na leszczyny. A przy tym czynnym i ruchliwym życiu wytrwale opracowującego zagadnienia naukowe i tworzącego nieprzemijające wartości – dzieła historyczne.
Łowił ryby, odbywał piesze lub rowerowe wycieczki. Nigdy się nie upijał i nie grywał w karty, zaś do swoich seminarzystów mówił: Nie sztuka się uczyć – powiadał nam jeszcze w czasach uniwersyteckich – sztuka się uczyć i bawić się. Natomiast Władysław Czapliński wspominał: Był zamiłowanym myśliwym, chodził na wycieczki w góry, pasjonował się sportem tenisowym, kochał muzykę i sam grywał na fortepianie, dogłębnie wreszcie kochał przyrodę, zwłaszcza uroczy zakątek ziemi podkrakowskiej, okolice swego Młynnika.
W okresie międzywojennym w domu Konopczyńskich, najpierw przy ulicy Sobieskiego, a od 1931 r. przy al. Słowackiego odbywały się tzw. „drugie niedziele”, kiedy mieszkanie nawiedzali liczni goście, nawet siedemdziesiąt osób. Pito czarną kawę, herbatę, likier własnoręcznej roboty gospodarza, jedli małe kanapki, zakąski i ciasteczka, a gości obsługiwały dwie służące. Wśród obecnych pojawiali się Piwarscy, Feldmanowie, Wereszyccy, Sobiescy, Birkenmajerowie, Weyssenhoffowie, Piotrowiczowie, Surzyccy, Szaferowie, Semkowiczowie, Kutrzebowie i inni. Co roku w dniu 27 czerwca odbywały się huczne imieniny historyka, a 15 października jego żony. Uczony żył historią i swoją pracą, bowiem także w porze posiłków opowiadał rodzinie o swoich uczniach, przeczytanych książkach i życiu akademickim.
Znał biegle 14 języków: angielski, niemiecki, włoski, francuski, rosyjski, szwedzki, duński, czeski, ukraiński, serbsko-chorwacki, norweski, holenderski, łacinę i grekę.
Przez większość swojego życia prowadził dziennik (w latach 1895–1952). Łącznie ma on około 7000 stron tekstu w formacie 10 × 16 cm. Uczony pisał dziennik w formie krótkich lakonicznych zdań i niezwykle rzadko zawierał on odautorskie oceny. Dzienny zapis liczy od 15 do 20 wierszy i zajmuje zazwyczaj pół strony. Nader często zapiski były pisane z pewnym opóźnieniem (czasami i miesięcznym), przez co zdarzają się w nim błędy i nieścisłości, które dotyczą dat poszczególnych zdarzeń. Każdy zapis zaczyna się od podania dnia tygodnia i daty dziennej. Przede wszystkim dziennik zawiera informacje dotyczące życia rodzinnego i zarządu majątku w Młyniku – około 90%. Pozostałe zapiski dotyczą pracy naukowo-dydaktycznej oraz prowadzonej działalności politycznej i społecznej. Odnośnie działalności naukowo-dydaktycznej W. Konopczyński opisywał zagadnienia związane z prowadzonymi kwerendami archiwalnymi, czytanymi książkami, opracowywanymi fragmentami rozpraw, prowadzonymi seminariami i wykładami. Swoje miejsce ma też działalność w krakowskim Oddziale Polskiego Towarzystwa Historycznego, Komisji Historycznej Polskiej Akademii Umiejętności i redakcji Polskiego Słownika Biograficznego.
Zmarł na zawał serca w nocy z 12 na 13 lipca 1952 r. Pochowany na Cmentarzu Salwatorskim w Krakowie.

### Edukacja historyczna, praca naukowa
Zamiłowania humanistyczne rozbudził w nim wuj – Emilian Konopczyński (1839–1911) – warszawski pedagog, założyciel gimnazjum męskiego. Zapoznawał go z dziełami dotyczącymi historii starożytnej. Przyszły badacz wykazywał szczególne zamiłowanie do wojen grecko-rzymskich. Po latach na jego seminarium także powstawały tematy dotyczące historii starożytnej, jak np. „Przemiany rzymskiej taktyki bojowej w ciągu II wojny punickiej”, „Kleomenes III”, „Stosunki wewnętrzne w Atenach”, „Walki Rzymian z Luzytami”, „Sulpicjusz Galba”. Pierwsze kroki badawcze stawiał nad Iliadą Homera. Następnie studiował wojny tebańskie, messeńskie, grecko-perskie, podboje Filipa Macedońskiego (tego władcy nie lubił) i Aleksandra Wielkiego, kończąc zapoznawanie się z diadochami, przeszedł do historii Rzymu i Kartaginy. Pisząc od 1896 r. pamiętnik zawierał w nim m.in. zestawienia chronologiczne, drzewa genealogiczne m.in. Achemenidów, Ptolemeuszy, Antygonidów i Seleukidów oraz obszerne wypracowania dotyczące historii starożytnego Izraela, Rzymu, Grecji, Persów, Egipcjan i Babilończyków. Notatki prowadził na czym tylko mógł: rachunkach kwestury, zaproszeniach ślubnych, rewersach bibliotecznych czy starych rękopisach i na zlepianych świstkach papieru. Notatki były pełne różnych wężyków, podkreśleń, strzałek, kreślonych ołówkami w różnych kolorach, bez żadnej stałej metody.
Po zakończeniu studiowania starożytności badacz zajął się średniowieczem, wspominając: Stryj Emilian, śledząc z zadowoleniem moje klasyczne gusta i upodobania do historii, pożyczał kolejno różne tomy Schlossera. Ale cóż miałem robić, gdy mi pod rokiem 476 naszej ery zdezerterował Romulus Augustulus? Wlazłem nie bez wstrętu w wieki średnie, między Teodoryki i Rekkerady, Childeryki i Abderrahmany, Kopronimy i Porfirogenety. Takie to było na wschodzie niewolnicze, na Zachodzie nieokrzesane, kudłate, rogate, bezprogramowe.
Od szóstej klasy gimnazjum należał do tajnego kółka samokształceniowego, będąc w nim bibliotekarzem, wykładowcą i egzaminatorem z historii Polski. Kółko liczyło powyżej 40 osób i ponad 400 tomów zakazanych książek, których część kupował w antykwariatach Konopczyński. Wspominał o tej działalności: Przeprowadziłem kurs historii polskiej w grupie koleżeńskiej w ten sposób, że przerabialiśmy prawie wyłącznie podręcznik Bobrzyńskiego i jakoś długo nikt nie próbował nam zlecić żadnej odtrutki na te mądre, ale mrożące wywody. Z kolei jego brat Zygmunt stwierdzał: pisanie historii i sprawy kółka najwięcej go obchodziły i absorbowały. Do kółka należeliśmy obaj, ale ja, w swej skromnej roli kasjera, stałem zawsze na uboczu, podczas gdy on, choć później ode mnie przyjęty, szybko się wysunął na czoło, był spiritus movens.
Najsilniejszy wpływ na młodego Władysława wywarł Tadeusz Korzon, którego poznał dzięki swojemu dziadkowi Erazmowi Obrąpalskiemu. Ten będąc na zesłaniu w Rosji poznał historyka, z którym zaprzyjaźnił się i utrzymywał kontakty po powrocie do Królestwa Polskiego. Pod kierunkiem historyka zapoznał się z podręcznikami do historii Polski Michała Bobrzyńskiego, Anatola Lewickiego, Józefa Szujskiego i Leona Rogalskiego. Pod ich wpływem w wieku 15 lat napisał skrypt obejmujący historię Polski czasów Piastów, Jagiellonów i królów elekcyjnych o objętości 160 stron. Politykę każdego władcy dzielił na wewnętrzną i zewnętrzną, podawał zestawienia chronologiczne, genealogiczne, ale nie tylko królów, ale także rodów magnackich, jak Ostrogskich, Sanguszków i Radziwiłłów. Wszystko ozdobione rysunkami i karykaturami. Jednak jak wspominał bardziej interesował się historią powszechną, a w ławach gimnazjalnych czytał podręczniki historii powszechnej Friedricha Christopha Schlossera i Tadeusza Korzona.
W wieku 16 lat udał się samodzielnie do T. Korzona i zaprezentował się historykowi jako aspirant dziejopisarski chcący obalić tezy Michała Bobrzyńskiego dotyczące upadku Rzeczypospolitej. Historyk potraktował młodzieńca bardzo poważnie. Nauczył go interpretacji źródeł, krytycznego podejścia do subiektywnego materiału pamiętnikarskiego, prześledził z nim dzieje historiografii, pokazał dokumenty z czasów potopu szwedzkiego, zapoznał z naukami pomocniczymi historii oraz udzielił mu wskazówek metodologicznych obowiązujących historyka. Na koniec skrytykował Michała Bobrzyńskiego zarzucając mu tendencyjność wywodów, naciąganie faktów do potwierdzenia głównej tezy oraz patrzenie na historię z punku widzenia XIX w. Historyk uważał, i widać to w pracach Władysława Konopczyńskiego, że na historię nie można patrzeć jako na katalog błędów, ale powinna ona obejmować trzy zjawiska: charakter narodowy, prądy dziejowe i ducha czasu.
Wpływ Tadeusza Korzona widać po zapisach w pamiętniku, w którym nazyway był przez W. Konopczyńskiego czcigodnym mistrzem, a spotkanie pierwszym, najowocniejszym seminarium>.
Już w czasach gimnazjalnych, bowiem od 1896 r., zaczął pisać pierwsze rozprawy historyczne, które ukazywały się w kółkowej gazetce. Pierwszą z nich był: Stosunek Polski do Czech w czasach husytyzmu. Praca została napisana na podstawie Dziejów Polski w zarysie Michała Bobrzyńskiego i Rysu dziejów czeskich Gajslera i liczyła aż 122 strony rękopisu. Została wydana pod pseudonimem Excelior (zakończył jej pisanie 15 II 1897 r.). Kolejna praca została poświęcona Mołdawii i Wołoszczyźnie i liczyła 30 stron. Historyk wydał ją pod pseudonimem Aleksander Nowina. Natomiast kolejna praca poświęcona hospodarowi Stefanowi Wielkiemu liczyła 36 stron, nie została ona zakończona, a młody autor zapisał na jej końcu: dalszy ciąg nie nastąpi. W tym czasie streścił jeszcze monografię Adolfa Pawińskiego: Skarbowość w Polsce i jej dzieje za panowania Stefana Batorego. Działania tego okresu podsumował w następujący sposób: w kontakcie z kółkiem zdobyłem niewątpliwie kwalifikacje na pracowitego kompilatora cudzych zdobyczy.
Za namową rodziców i przyjaciela Karola Lutostańskiego podjął studia prawnicze na Cesarskim Uniwersytecie Warszawskim. Decyzja była spowodowana także względami materialnymi, gdyż jako absolwent historii nie mógłby liczyć na dobrze płatną pracę. Studia odbył w latach 1899–1904, kończąc je stopniem kandydata nauk prawnych i politycznych na podstawie pracy Przyczynki do kwestyi powstania liberi veto.
W czasie studiów zetknął się z rosyjskimi profesorami. Nie miał o nich najlepszej opinii, bowiem zarzucał im lenistwo, ciasnotę horyzontów i tendencyjność. Mimo tych zarzutów nie zaniedbywał wykładów, czyniąc z nich obszerne notatki w języku rosyjskim. Pewien wpływ na przyszłego historyka mieli profesorowie: Teodor Zigl, Aleksandr Błok i Gorbunow. W czasie studiów zarobkował poprzez redagowanie skryptów i wraz z Karolem Lutosławskim pod wpływem Poradnika dla samouków – przetłumaczyli Zasady prawa konstytucyjnego A. Esmeina (wyd. I: 1904, wyd. II: 1921). Pod wpływem lektur A.F. Pollocka, J. Jelinka i G. Simmla zainteresował się historią parlamentaryzmu i instytucji prawno-ustrojowych. Uczony mawiał: Demokracja parlamentarna to moja dewiza.
Podczas studiów prawniczych nie zaniedbywał lektur historycznych, czego efektem było wydanie, już po ukończeniu studiów w 1905 r., pierwszej naukowej monografii historycznej Geneza liberum veto, opublikowanej w „Przeglądzie Historycznym”. W latach 1901–1904 pisał artykuły z inicjatywy Tadeusza Korzona do wydawanej wówczas „Wielkiej encyklopedii powszechnej ilustrowanej”. Swoje perypetie związane z pierwszą opublikowaną pracą opisał w swoim tekście, gdzie zanotował: Zresztą czcigodny mój mistrz oddał mi koło tego czasu inną przysługę. W gorącym maju 1901 r., wychyliwszy się z nadobłocznych doktryn etycznych, spojrzałem na „obszar gnuśności zalany odmętem” – i zauważyłem osóbkę z Brześcia rodem, którą mi bardzo zachwalał mój główny „syjamski” przyjaciel. Gdy przyjechała po raz drugi w grudniu, wplótł mi się jej obraz w muzykę Tannhäusera i Walkirii; byłem już frenetycznym wagnerzystą i gotów byłem (zwłaszcza dla niej) wystawać w ogonku przed kasą teatralną nawet w ciemności, bez lektury w ręku. Niestety, zauważyłem i to, że panna Andzia przygląda się w bibliotece memu koledze S., który górował nade mną wzrostem i fizjonomią, i nawet produkcją naukową (już go widziano za szybą księgarską). Osóbka piękna i groźna jak płomień, po kłótni z moimi kuzynkami wyleciała aż do Kazania, a mnie pozostał całkiem modernistyczny nouveau frisson. „Satans-Weib” nazwałem bohaterkę krótkotrwałego spięcia i postanowiłem ją spalić na stosie wściekłej pracy. Teraz i ja coś wydrukuję – postanowiłem i pobiegłem do Zamoyskich ofiarować Korzonowi swe pióro dla Wielkiej Encyklopedii Ilustrowanej. Właśnie po czyjeś odmowie czy wycofaniu się redakcja kłopotała się, kto jej napisze artykuł o dziejach Irlandii. Obiecałem to zrobić w przepisanym miesiąca. Korzon dał kilka rad i książkę O’Rourke’a, a po dalsze wskazówki skierował mię do naczelnego redaktora, Stanisława Krzemińskiego. Ów zaczął dyktować bibliografię: Cobbett, O’Connor, Blackstone… „Przepraszam o jakie chodzi tu dzieło Blackstone’a?” „Jak to? Pan nie zna Blackstone’a i chce pan pisać o Irlandii?” Zrobiło mi się nieswojo. Wiedziałem, że Blakcstone pozostawił klasyczne dzieło: Komentarze do Konstytucji, ale angielskiej, nie irlandzkiej… Ów Cobbett, antypatyczny dyktator Kościuszki, też nie wiele się przydał. Zaczęła się w domu praca nad pouczającą książką O’Connora i nad O’Rourkiem. Wstawałem o 6-tej i wiersz po wierszu zdobywałem angielski tekst, znacząc na marginesie miejsca niezrozumiałe, aby je później rozgryzać. Walkiria i Tannhäuser akompaniowali mi w uszach tej robocie. Na 8-mą jechałem do uniwersytetu, gdzie dzięki koniunkturze karnawałowej opanowałem na swój wyłączny użytek lektorów angielszczyzny i włoszczyzny (…) Po dwóch tygodniach kropki na marginesie stały się rzadkością, a na początek lutego sążnista „Irlandia” była gotowa. Jeszcze kilka tygodni – i ujrzałem siebie w druku. W późniejszym czasie napisał biogramy członków rodu Lubomirskich, Małachowskich i Leszczyńskich. Z pracy dla tego wydawnictwa wyniósł zamiłowanie do biografistyki i zamysł stworzenia w Polsce słownika biograficznego.
W sierpniu 1903 r. z inicjatywy Tadeusza Korzona poznał twórcę lwowskiej szkoły historycznej Szymona Askenazego. Ten po krótkiej rozmowie zaproponował do wyboru trzy tematy z zakresu historii nowożytnej: epoki Księstwa Warszawskiego, Królestwa Polskiego lub saskiej. Przyszły uczony wybrał ostatecznie schyłek rządów Augusta III Sasa, co Szymon Askenazy przyjął z zadowoleniem, bowiem najważniejsze są epoki, w których na pozór nic się nie dzieje, kiedy naprawdę dojrzewają wielkie przemiany. Tematem pracy została Polska w czasie wojny siedmioletniej. Pierwsza kwerenda rozpoczęła się od warszawskich archiwów Zamoyskich, Krasińskich, Kronnenbergów, następnie zbiorów Czartoryskich w Krakowie, rękopisów Akademii Umiejętności i Biblioteki Jagiellońskiej. W Krakowie na posiedzeniach Koła Historyków UJ zapoznał się z Adamem Skałkowskim, Stanisławem Zachorowskim, Kazimierzem Morawskim i Stanisławem Kościałkowskim (1904 r.). Pisał o tym: Dzieliła mię od galicyjskich adeptów historii różnica w przysposobieniu: oni szkolili się na naukach pomocniczych, różnych paleografiach, dyplomatykach, heraldykach, geografii historycznej, a ja byłem zbrojny w prawo, filozofię, psychologię, trochę socjologii i ekonomii. W lutym 1905 r. spotkał się w Krakowie z Szymonem Askenazym, za którego namową udał się po raz pierwszy do Lwowa (5 marca–1 kwietnia 1905 r.) na kwerendę archiwalną, gdzie przeglądał zbiory w bibliotekach Dzieduszyckich, Ossolińskich, Pawlikowskich, Baworowskich i Uniwersyteckiej. W międzyczasie słuchał wykładów znanego filozofa Kazimierza Twardowskiego. Na potrzeby monografii udał się w pierwszą (roczną z letnią przerwą) zagraniczną kwerendę archiwalną, odwiedzając placówki archiwalne w Wiedniu (Haus-, Hof-und Staatsarchiv), Dreźnie (dwa razy, w międzyczasie odpoczywał w Krakowie, a także przeglądał korespondencję Jerzego Mniszcha, a w Jagiellonce materiały dotyczące genezy wojny siedmioletniej), Paryżu (Biblioteka Narodowa, Biblioteka Polska, Archiwum Ministerstwa Spraw Zagranicznych i Archiwum Narodowe), Londynie (Public Record Office i British Museum), Kopenhadze (korespondencja duńskich dyplomatów w Rzeczypospolitej i Rosji) i Berlinie (korespondencja Gédéona Benoît z Fryderykiem Wielkim z czasów wojny siedmioletniej). Po powrocie 25 czerwca 1906 r. został następnie nauczycielem historii w warszawskim gimnazjum swojego stryja Emiliana Konopczyńskiego, gdzie pracował przez rok. Wspominał: trochę podkuwszy się, trochę przemyślawszy, rozpocząłem dziś swój zawód belferski. Strzępiłem buzie w klasie piątej, szóstej i siódmej. Szybko zniechęcił się do pracy, gdyż wkrótce pisał: Po co ja wdepnąłem w tę szkołę. W marcu 1907 r. został członkiem lwowskiego Towarzystwa Historycznego. Jesienią 1907 r. ponownie wyjechał do Lwowa, gdzie uczęszczał na seminarium Szymona Askenazego, a także słuchał wykładów innych profesorów, a mianowicie: Ludwika Finkla, Józefa Kallenbacha, Bronisława Dębińskiego i Kazimierza Twardowskiego. Napisana rozprawa stała się podstawą otwarcia doktoratu na Uniwersytecie Lwowskim, zwłaszcza że młody historyk miał jeszcze wydane cztery poważne studia historyczne. Recenzentami rozprawy zostali Bronisław Dembiński i Ludwik Finkel. Następnie po zdaniu egzaminu z historii powszechnej i Polski (10 lipca 1908 r.) oraz filozofii (17 października 1908 r.), odbyła się tego samego dnia uroczysta promocja doktorska. Na dyplomie podpisali się: rektor Antoni Mars, dziekan Wydziału Filozoficznego Stanisław Witkowski oraz pod nieobecność Szymona Askenazego – jako promotor Bronisław Kruczkiewicz (filolog klasyczny). Doktorat pt. Polska w dobie wojny siedmioletniej 1755–1758, który stanowił pierwszą część dzieła, ukazał się drukiem w Krakowie w 1909 r. Książka liczyła 548 stron, a przedmowę napisał Szymon Askenazy.
W latach 1906–1909 z inicjatywy Tadeusza Korzona był wykładowcą historii Polski na Wydziale Humanistycznym Towarzystwa Kursów Naukowych w Warszawie, gdzie prowadził zajęcia z czasów saskich z omówieniem źródeł i literatury przedmiotu.
W latach 1909–1911 historyk odbył kolejną kwerendę archiwalną odwiedzając placówki archiwalne w Moskwie, Petersburgu, Dreźnie, Berlinie, Paryżu i Londynie. Zbierał wówczas materiały do monografii poświęconych konfederacji barskiej i Radzie Nieustającej. Po powrocie do Warszawy rozpoczął na podstawie archiwów polskich przygotowanie serii Diariuszy sejmowych XVIII wieku.
Okres lwowski przyniósł odwrócenie się młodego doktora od swojego mistrza. Konopczyński dostrzegł u Askenazego dużo efekciarskiego blichtru na jego wykładach, oburzała go nierzetelność badawcza w odniesieniu do spraw, które gruntownie badał w archiwach. W swoim dzienniku notował że: Askenazy wykładał ładnie, tylko bez należytego przygotowania i z trudnością myśli zbierał, a także z oburzeniem pisał: który robiąc mi reklamę ex cathedra, jednocześnie wygadywał o Czartoryskich takie rzeczy, na które nigdy bym się nie zgodził. Byłem wprost scandalisé. Czyżby nie zauważył mojej obecności?, a z kolei: Askenazy za wiele mówił o dworach ościennych i amorach Katarzyny. Także i promotor zmienił swój stosunek do ucznia, co było związane z faktem, że młody uczony nie był pokorny w polemikach; także kolejnym przyczynkiem stał się stosunek obu do Romana Dmowskiego, pod którego urokiem pozostawał Konopczyński (profesor wpadł ze straszną fougue’ą, zahukał mnie, zakrzyczał, oszołomił, ale nie przekonał do błędów Dmowskiego). Już w marcu 1908 r. (a więc jeszcze przed obroną) Konopczyński wyrażał rozczarowanie, że Askenazy nie ma czasu na lekturę pierwszego tomu Polski w wojnie siedmioletniej, a jednocześnie obciążył go kwestią zbadania co znaczyła właściwie Ukraina, kiedy zaczęli tę nazwę przyswajać sobie Rusini galicyjscy i w jakim rozmiarze. Gdyby kto inny proponował mi to, odmówiłbym. (...) Przystąpiłem niezwłocznie do kwestii ukraińskiej. (...) Siedmioletnia poszła na bok, a szkoda. Promotor nie był także obecny na obronie doktoratu, a powodu nieobecności nie przedstawił (wyjazd do chorej matki do Warszawy). Także miał mu za złe, że na okładce pierwszego tomu nazwisko promotora było nadto wyeksponowane, gdyż: wiele osób dziwuje się okładce monografii, to całkiem słusznie upatrują w niej chęć mistrza <<do wypychania się na pierwszy plan>>. Atmosferę zapewne poprawiła propozycja, jak można się domyślać z tekstu dziennika Konopczyńskiego, habilitacji, która wyszła od Askenazego na podstawie drugiego tomu Polski w latach wojny siedmioletniej. Rzecz miała miejsce w połowie maja 1909 r., gdy doktor został wezwany do Askenazego, a przeprowadzona rozmowa miała oficjalny przebieg, gdyż: trzy punkty paradnej rozmowy: mój drugi tom, reorganizacja monografii, habilitacja w Krakowie. Propozycja twórcy lwowskiej szkoły historycznej związana była z faktem, że tym samym chciał on zamknąć młodemu badaczowi drogę do profesury na uniwersytecie we Lwowie (potwierdził to w liście do Ludwika Finkla ze stycznia 1911 r., a propozycję motywował faktem, że nie cenił potencjału intelektualnego doktora). Pod koniec września 1908 r. Askenazy wyraził zgodę na druk drugiego tomu w objętości większej niż miała monografia, a po kolejnym sporze o politykę Czartoryskich, gdy mistrz: Napastował srodze mój pogląd na myśl królewską Czartoryskich [...] zresztą obalających argumentów przytoczyć nie mógł, w marcu 1909 r. usłyszał, że druk drugiego tomu został odłożony do jesieni. W końcu września 1909 r. Konopczyński ponownie spotkał się z Askenazym w Warszawie, a ten mu oświadczył, że publikacja drugiego tomu, która miała być podstawą habilitacji, nie może się ukazać, ze względu na brak środków. Zerwanie stosunków między badaczami nastąpiło w 1910 r., a wiązało się to z nader krytyczną recenzją pracy Kazimierza Rudnickiego o Kajetanie Sołtyku, która powstała na seminarium Askenazego. Dodatkowo promotor we wstępie chwalił monografię i jej bohatera wysuwając go na męczennika sprawy narodowej. Recenzja uderzyła nie tylko w autora, ale i promotora. Na zarzuty odpowiedział Askenazy, a następnie replikował mu jeszcze recenzent. Spowodowało to ostatecznie całkowite zerwanie stosunków Konopczyńskiego z Askenazym. Mimo toczącej się dyskusji Konopczyński próbował nadal utrzymywać dobrze stosunki ze swoim promotorem. W maju 1910 r. ponownie spotkał się z nim i uzyskał zgodę na publikację drugiego tomu, acz bez deklaracji w kwestiach finansowych i wydawniczych. Wziął także udział w przygotowaniach i samej uroczystości w związku z przyznaniem statusu członka czynnego Akademii Umiejętności dla Askenazego, choć jak zapisał po laudacjach odpowiedź mistrza była: całkiem niepyszna, po niej wykład gładziutki i tani. Kilka dni później zaniósł mu drugi tom rękopisu, a zgłosiwszy się po odbiór Askenazy wyraził zgodę na druk i jednocześnie: mocno i dotkliwie, choć spokojnie zastrzegł się przeciw zarzutowi sprzeczności podniesionemu w IX rozdziale, zapowiedział stanowczą kiedyś rozprawę krytyczną. Z korzystną opinią opuścił Lwów i w początkach czerwca 1910 r. wyjechał do Krakowa.
W styczniu 1911 r. starał się o otwarcie przewodu habilitacyjnego na podstawie drugiej części pracy Polska w dobie wojny siedmioletniej oraz liczniejszych wcześniejszych artykułów i rozpraw. Kolokwium habilitacyjne odbyło się 27 kwietnia 1911 r., a w komisji zasiedli m.in.: Franciszek Bujak, Wacław Sobieski, Wiktor Czermak, Ignacy Chrzanowski, Emil Godlewski, Józef Tretiak, Wacław Tokarz, Kazimierz Nitsch i dziekan Stanisław Krzyżanowski. Podczas kolokwium przeciwko habilitantowi opowiedzieli się: Wacław Tokarz, Wiktor Czermak i Wacław Sobieski. Pierwszy z profesorów zarzucił w recenzji złą konstrukcję, trzymanie się układu chronologicznego, nadmiar faktów, nieistotne wywody w sprawach drugorzędnych oraz brak przejrzystości i prostoty. Mimo tych zarzutów w recenzji pisał: Są to jednak rzeczy drugorzędne w porównaniu z doniosłością znaczenia pracy Konopczyńskiego dla naszej historiografii czasów saskich. Gdy się weźmie pod uwagę niezwykłą erudycję, rozległość badań i energię pracy autora, to można powiedzieć, że warunki, jakie wnosi on do pracy dla naszego uniwersytetu przekraczają stanowczo miarą to, czego się zwykle wymaga od docenta. Natomiast powód sprzeciwu pozostałych dwóch recenzentów nie jest do końca jasny. Być może związane było to z osobistą niechęcią habilitanta, który nie aprobował koniunkturalnych zachowań i zmiany orientacji politycznej z lewicowej na prawicową, bowiem Wacław Tokarz i Wacław Sobieski w młodości sympatyzowali z socjalistami, by skończyć, podobnie jak W. Konopczyński, w Narodowej Demokracji. W. Konopczyński miał także za złe Wacławowi Sobieskiemu zmianę wyznania i powtórne małżeństwo. Innym powodem mogła być zazdrość profesorów wobec młodego historyka, który szybko wspinał się po szczeblach kariery, gdy oni w jego wieku dopiero ją zaczynali. Ponadto dynamizm prac habilitanta w historii nowożytnej osłabiał ich dorobek i znaczenie. Po II wojnie światowej historiografia marksistowska podchwyciła te zarzuty dodając zarzut, że historyk miał ciężki i zawiły styl pozbawiony lekkości i ekspresji. Ostatecznie wynik był korzystny, a w aktach zapisano: Dr Konopczyński wykazał się gruntowną znajomością historii nowożytnej, w szczególności XVIII i XIX wieku. Wykład habilitacyjny wygłosił 29 kwietnia 1911 r. pt. Anglia wobec upadku Polski przed pierwszym rozbiorem. W dniu 26 maja 1911 r. zapadła Uchwała Rady Wydziału Filozoficznego Uniwersytetu Jagiellońskiego o nadaniu Veniam legendi w zakresie historii nowożytnej, a zatwierdziło to 2 sierpnia 1911 r. Ministerstwo Wyznań i Oświaty CK Austro-Węgier.
Od 1911 r., jako docent prywatny związał się z Uniwersytetem Jagiellońskim. W tym samym roku wydał książkę Mrok i świt (ss. VII, 442) poświęconą czasom saskim, a także dzięki współpracy z Towarzystwem Naukowym Warszawskim diariusze sejmowe sejmów z 1746 (wyd. w 1912, ss. XV, 326) i 1748 r. (wyd. w 1911, ss. XXVII, 401). Bardzo wysoko druk diariuszy ocenił Marian Kukiel, który stwierdzał: w rzędzie najzasłużeńszych wydawców tego tak ważnego rodzaju źródeł dziejowych naszych, stwarzającego nowe, doskonalsze formy techniki wydawniczej: spośród szeregu odszukanych diariuszy wybierał jeden tekst zasadniczy, ale podając jednocześnie w przypisach wszystkie ważniejsze wersje i warianty i naświetlając je krytycznie, wreszcie poprzedzał je wyczerpującymi wstępami metodyczno-krytycznymi. Wydał także pamiętniki Teofili Sapieżyny (1914, s. 205) i Stanisława Augusta Poniatowskiego (1915, s. XXIII, 368).
W 1912 r. zorganizował jubileusz ku czci swojego mistrza Tadeusza Korzona. W 1913 r. z ramienia Akademii Umiejętności uczestniczył w IV Międzynarodowym Kongresie Historyków w Londynie. Wygłosił wówczas referat o liberum veto oraz pozostawił opis imprezy opublikowany w Bibliotece Warszawskiej (Pod znakiem Heroda. Kilka słów o Międzynarodowym Kongresie Historycznym w Londynie, odbytym d. 3–9 kwietnia, „Biblioteka Warszawska” 1913, s. 1–30). Przed I wojną światową współpracował także z Towarzystwem Wykładów Naukowych w Poznaniu.
W momencie wybuchu I wojny światowej uczony przebywał na wakacjach w Sopocie, skąd jako poddany carski został wydalony do Szwecji. Podczas deportacji profesor zapomniał zabrać rzeczy osobiste, ale zabrał walizkę z materiałami do Konfederacji Barskiej. Na obczyźnie przebywał przez półtora roku jeżdżąc co jakiś czas do Kopenhagi i Sztokholmu, gdzie prowadził badania archiwalne do przygotowywanej rozprawy Polska a Szwecja 1660-1795. W 1915 r. nawiązał kontakt z Agencją Lozańską, na której zamówienie wraz z Karolem Lutostańskim napisał pracę: A Brief of Polish History, wydaną w 1919 r. w Genewie. Natomiast profesor zarabiał na życie dawaniem lekcji.
Był członkiem Ligi Narodowej od 1915 roku. W 1917 mianowany profesorem nadzwyczajnym i kierownikiem Katedry Historii Polski Nowożytnej i Najnowszej, profesorem zwyczajnym został w 1921 r. W 1939 r. objął funkcję dziekana Wydziału Filozoficznego, zachowując ją formalnie przez cały okres wojny. Znalazł się w gronie pracowników Uniwersytetu Jagiellońskiego, aresztowanych 6 listopada 1939 przez Sicherheitspolizei w ramach Sonderaktion Krakau; był więziony w Krakowie, Wrocławiu i obozie koncentracyjnym Sachsenhausen, gdzie organizował wykłady i dyskusje naukowe. Po zwolnieniu w lutym 1940 r. brał udział w tajnym nauczaniu, wykładając historię nowożytną na Tajnym Uniwersytecie Jagiellońskim.
Po wkroczeniu Armii Czerwonej do Krakowa 20 stycznia 1945 r. Uniwersytet Jagielloński rozpoczął na nowo działalność. W. Konopczyński powrócił do pracy. Przez kolejne trzy lata prowadził wykłady monograficzne: Polscy pisarze polityczni XVIII wieku i Fryderyk Wielki a Polska. Przez rok historię Polski międzywojennej oraz metodologię historii zwracając szczególnie uwagę na sposoby, cele i środki badania historycznego. Oprócz tego prowadził seminarium, które ukończyli wówczas m.in.: Jan Wimmer, Józef Gierowski, Emanuel Rostworowski czy Jerzy Michalski. Tematy na seminarium rozrzucone były od starożytności do współczesności obejmowały m.in. takie tematy jak: Walka Henryka Głogowskiego o dzielnicę senioralną, bp. Jan Grot, kard. Zbigniew Oleśnicki, bp. Jan Gruszczyński, Przemko Cieszyński, Elżbieta Granowska, Kościół św. Barbary w Krakowie, elekcja Jana III Sobieskiego, Kongres Wiedeński, Jakub Kettler czy Żydzi w powstaniu styczniowym.
W 1948 r. oskarżany przez komunistyczne władze o publikacje „szowinistycznie obciążone” i przepojone „furią rasistowską”, został zmuszony do rezygnacji z pracy. Ostatnie lata życia spędził w posiadłości w Młynniku, chorując na niewydolność serca.
Zainteresowania naukowe Władysława Konopczyńskiego obejmowały historię Polski XVII i XVIII wieku, historię państwa i prawa polskiego, historię parlamentaryzmu europejskiego, edytorstwo i biografistykę. Jest uważany za współtwórcę (obok Wacława Sobieskiego) tzw. nowej historycznej szkoły krakowskiej. Prowadził wieloletnie badania archiwalne (w Wiedniu, Dreźnie, Paryżu, Londynie, Kopenhadze, Berlinie), gromadząc liczne materiały do dziejów politycznych Polski w połowie XVIII wieku. Badał genezę i znaczenie konfederacji barskiej. Zainicjował prace nad utworzeniem polskiego ośrodka dokumentacyjno-informacyjnego. Przygotował do wydania m.in. Dyaryusze sejmowe z wieku XVIII (1911–1937, 3 tomy), Pamiętniki Stanisława Augusta Poniatowskiego (1915, ze Stanisławem Ptaszyckim), Materiały do dziejów wojny konfederackiej 1768–1774 r. (1931), Reforma elekcji czy naprawa Rzeczypospolitej (1949, wybór tekstów politycznych z XVIII wieku). Współpracował z Wielką Encyklopedią Powszechną Ilustrowaną (1902–1914), „Biblioteką Warszawską”, „Gazetą Polską”, „Kwartalnikiem Historycznym”, „Przeglądem Historycznym”, „Przeglądem Polskim”.

### Polski Słownik Biograficzny
W 1921 zgłosił projekt wydania Polskiego Słownika Biograficznego. Po dziesięciu latach idea doczekała się realizacji i Konopczyński został pierwszym redaktorem naczelnym wydawnictwa (1931), publikując do wybuchu wojny cztery tomy (do początku litery „D”); po przerwie wojennej słownik wznowiono i pod redakcją Konopczyńskiego ukazały się kolejne dwa tomy (do połowy litery „F”). W 1948, wraz z przymusową emeryturą redaktora, nastąpiła kolejna przerwa w wydawaniu; tom VII ukazał się już po śmierci Konopczyńskiego w 1958.

### Uczestnictwo w towarzystwach naukowych i społecznych
W 1907 r. W. Konopczyński został członkiem lwowskiego Towarzystwa Historycznego i warszawskiego Towarzystwa Miłośników Historii. Jednocześnie pragnął, aby podobna organizacja skupiająca historyków powstała w Krakowie. Twórcą pomysłu na założenie filii Towarzystwa Historycznego był Marian Łodyński (luty 1911 r.), który skonsultował swój pomysł z W. Konopczyńskim. Ten z kolei przedstawił propozycję M. Łodyńskiego i przekonał do niego sekretarza generalnego Akademii Umiejętności Bolesława Ulanowskiego. Sprawa wkrótce przycichła z powodu wyjazdu uczonego na zagraniczną kwerendę naukową. Na nowo dyskusja rozgorzała w październiku 1912 r., a W. Konopczyński przekonywał do pomysłu M. Łodyńskiego, Stanisława Kutrzebę i Wacława Sobieskiego, ale żaden z historyków nie wykazał nim zainteresowania. Zrezygnowany z powodu oporu kolegów pisał w swoim dzienniku: Straszna oziębłość wzajemna tutejszych historyków i jeżeli nadal tyle będzie oziębłości, trzeba będzie zamknąć się w domu jak inni i nie kompromitować swej inicjatywy. Ostatecznie sprawa ruszyła po rozmowie w grudniu 1912 r. z dyrektorem Biblioteki Jagiellońskiej i współzałożycielem Towarzystwa Historycznego we Lwowie, Fryderykiem Papée, którego krakowski profesor zachęcił do założenia krakowskiego koła i użyczenia mu lokalu w Collegium Maius. Od tego momentu rozpoczął pracę nad utworzeniem koła, jednakże nie widział, jak pisał w dzienniku: innych chętnych ludzi do pracy oprócz Papéego, Łodyńskiego, no i [Stanisława] Zachorowskiego. Zainteresowany przeprowadzał także rozmowy z profesorami, którzy mieszkali w tej samej kamienicy co on – Józefem Tretiakiem, Marianem Zdziechowskim i Franciszkiem Fuchsem, jednak nie przyniosły one efektów. Natomiast sukcesem zakończyła się próba skłonienia Stanisława Krzyżanowskiego do zorganizowania konferencji 16 historyków w celu założenia filii Towarzystwa Historycznego, a uczony z zadowoleniem pisał, że fatalnie dał się wykierować na inicjatora tego przedsięwzięcia. Na początku grudnia 1912 r. zaplanował już sześć odczytów na następne pół roku. Jednocześnie zastanawiając się, kto [z wykładowców] ściągnie słuchaczy, kto pootwiera im usta do dyskusji. Po przeprowadzeniu konsultacji z S. Krzyżanowskim ustalił termin konferencji historyków na 14 grudnia 1912 r. Ostatecznie dzień ten był bardzo ważny w życiu krakowskiego środowiska historycznego, bowiem wówczas powstał komitet wykonawczy, który postawił sobie zadanie stworzenia osobnego koła Towarzystwa Historycznego i opracowanie organizacji i stosunku do Lwowa. W spotkaniu wzięło udział 18 badaczy; obok Konopczyńskiego byli to: Franciszek Bujak, Edmund Długopolski, Franciszek Duda, ks. Jan Fijałek, Roman Grodecki, Kazimierz Kaczmarczyk, Abdon Kłodziński, Ludwik Kolankowski, Stanisław Krzyżanowski, Marian Łodyński, Kazimierz Marian Morawski, Fryderyk Papée, Jan Ptaśnik, Wacław Sobieski, Wacław Tokarz, Józef Tretiak i Stanisław Zachorowski. Na zebraniu po krótkim wprowadzeniu głos zabrał W. Konopczyński, który wyłuszczył całą rzecz. Przewodniczącego komitetu został F. Papée, a członkami W. Sobieski, W. Tokarz, M. Łodyński i W. Konopczyński. 16 grudnia odbyło się pierwsze posiedzenie komitetu wykonawczego, na którym, jak zapisał uczony: Tokarz świecił nieobecnością, Sobieski odznaczał się jak zwykle nonszalancją i cygańskim stylem. Przewodniczący F. Papée ułożył listę blisko 100 członków, a krakowski profesor dodał do niej jeszcze kilkanaście nazwisk, tak że razem było ponad 120 historyków. W. Konopczyński, będąc twórcą całego przedsięwzięcia udał się do W. Tokarza, aby prosić go o objęcie wiceprezesury koła. Ten jednak odmówił, a wobec tego udał się do B. Ulanowskiego, lecz podjęta dwukrotnie próba pozyskania jego wsparcia zakończyła się fiaskiem, głównie z powodu fizycznej niedyspozycji profesora. Nie było bowiem tajemnicą dla nikogo, że Ulanowski choruje na alkoholizm – notował w dzienniku uczony. Następne kroki skierował do Stanisława Smolki, ale i ten odmówił współudziału. Wobec niechęci starszej profesury doszedł do przekonania, że nowo powstałe koło obejdzie się bez dygnitarzy. Niewątpliwie tworzenie nowej organizacji spotykało się z oporem ze strony „starych”, którzy uważali Komisję Historyczną Akademii Umiejętności za wystarczającą dla rozwoju pracy naukowej. Podobne odczucia miał F. Papée, który we wspomnieniach odnotował, że krakowskim profesorom nasuwały się zrazu wątpliwości: «po co wnosić sowy do Aten», po co tworzyć jeszcze jedno kółko kulturalne, gdy ich już było tyle w Krakowie. Po latach, uczeń W. Konopczyńskiego, Józef Feldman, oceniający postawy z okresu tworzenia krakowskiego koła Towarzystwa, przyznawał, że w Krakowie nie odczuwano potrzeby tworzenia nowej placówki. Wydawało się, że na wypełnienie jej świeżą treścią braknie siły i czasu. Ostatecznie 11 stycznia 1913 r. na Uniwersytecie Jagiellońskim odbyło się spotkanie organizacyjne, na którym historycy jednogłośnie powołali do życia krakowskie koło Towarzystwa Historycznego. Twórca wspominał, że: przyszedłem do sali XXXV już o 6-ej, gdy było coś 10–12 osób obecnych. Stopniowo zeszło się około 75, dużo nieznajomych twarzy; nauczycieli gimnazjalnych. Parę osób przybyło aż z prowincji [– –]. Szło z początku gładko niby konwokacja Czartoryskich. De improviso dali się zaprosić do komitetu redakcyjnego Fijałek, Sobieski, [Michał] Rostworowski; Fuchs zgodził się wejść do zarządu. Oracja Papéego trochę zbyt może patetyczna (z początku miał straszną tremę); ja mówiłem płynnie, wyraziście ściągając z kartki; Łodyński może zbyt rozciągle o „Kwartalniku” [Historycznym] (ale dobrze). Potem też de improviso – utknęliśmy na haku autonomii finansowej, którą zakwestionowali pod względem prawnym [Antoni] Karbowiak i Krzyżanowski; wypadło zrobić jeszcze parę poprawek, a kwestię pieniężną zupełnie skreślić. Obrano do zarządu Papéego, Tokarza, mnie, Łodyńskiego i Fuchsa. Nie najgorzej poszło i nie najlepiej. Następnym krokiem było sporządzenie regulaminu, który zamierzał wysłać do prezesa Towarzystwa Historycznego Tadeusza Wojciechowskiego we Lwowie. Przy układaniu tekstu wspierał się radą A. Karbowiaka. Gotowy projekt zaniósł F. Papéemu, który z kolei oddał go do przejrzenia S. Krzyżanowskiemu. Kilka dni później doszło do spotkania F. Papéego, S. Krzyżanowskiego, M. Łodyńskiego i W. Konopczyńskiego, na którym zredagowano ostateczny projekt. W. Konopczyński przekonał F. Papéego do zwołania pierwszego zebrania odczytowego, które odbyło się 26 stycznia 1913 r., a wykład o Tajemnicy Trembeckiego wygłosił inicjator powstania Koła w obecności około czterdzieściorga słuchaczy. Natomiast oficjalna inauguracja odbyła się kilka dni później, a uświetnił ją odczyt F. Papéego pt. Przegląd dziejów Władysława Jagiellończyka 1434–1444.
W 1908 został członkiem rzeczywistym, a w 1929 członkiem czynnym Towarzystwa Naukowego Warszawskiego; w latach 1925–1926 wchodził w skład Zarządu towarzystwa.
W czerwcu 1919 r. zaangażował się w działalność Towarzystwa Żeglugi Polskiej, Związku Inteligencji Polskiej i Towarzystwa Etycznego.
W 1922 został członkiem korespondentem, w 1933 członkiem czynnym Polskiej Akademii Umiejętności. Pełnił funkcję sekretarza (1917–1921), później przewodniczącego (1945–1949) Komisji Historycznej PAU, w latach 1931–1949 przewodniczył Komitetowi Redakcyjnemu Polskiego Słownika Biograficznego, wydawanego przez PAU. Należał również do Towarzystwa Historycznego we Lwowie (1913 członek założyciel Oddziału Krakowskiego), Polskiego Towarzystwa Historycznego (w latach 1946–1952 przewodniczący Oddziału Krakowskiego, 1947 prezes Zarządu Głównego), Towarzystwa Naukowego w Toruniu, Związku Inteligencji Polskiej, Szwedzkiej Akademii Literatury, Historii i Archeologii, Towarzystwa Naukowego w Lund, Królewskiego Towarzystwa dla Wydawania Źródeł do Dziejów Skandynawii w Sztokholmie, Towarzystwa Żeglugi Polskiej.
W dniu 15 lutego 1945 r. został wybrany przewodniczącym Komisji Historycznej Polskiej Akademii Umiejętności. Na tym stanowisku za najważniejsze uznał: 1. systematyczne gromadzenie źródeł w odpisach, celem stworzenia nowych podstaw dla historiografii w miejsce zniszczonych w czasie II wojny światowej; 2. ratowanie i utrwalanie resztek (śladów) zniszczonych źródeł, jakie pozostały w rękach badaczy lub ich potomków; 3. gromadzenie dokumentów po działaczach ostatniego okresu; 4. ustalenie w drodze ankiety i rewizji minimalnego, ale racjonalnego planu wydawnictw z podziałem na pilne i dorywcze; 5. utworzenie pracowni historycznej w Krakowie, gdzie uczeni mogliby korzystać ze zbiorów rękopiśmiennych Komisji i z biblioteki podręcznej do dziejów Polski wyposażonej w 10 tomów źródeł i opracowań, która służyłaby za warsztat pracy dla autorów Polskiego Słownika Biograficznego. Pod przewodnictwem W. Konopczyńskiego Komisji odbyła 27 posiedzeń, podczas gdy w całym okresie międzywojennym tylko 25. Przewodniczący zabiegał o środki finansowe, o lokale, przyspieszenie druku wydawnictw czy o dostęp do archiwaliów radzieckich. Działania te miały jednak ograniczony rezultat ze względu na niechęć jaką okazywały mu nowe władze. Przewodniczący zorganizował także Konferencję Towarzystw i Instytucji Naukowych Usprawniających Badania Historyczne. Wiosną 1949 r. został zmuszony przez ministra oświaty Stanisława Skrzeszewskiego do ustąpienia z funkcji pod groźbą utraty subwencji na działalność Komisji. Sprawozdanie pożegnalne podsumowujące jego pracę na tym stanowisku nosi datę 24 czerwca 1949 r.

### Działalność polityczna
W opinii Jerzego Maternickiego przed I wojną światową należał do czołowych przedstawicieli tzw. szkoły narodowej w historiografii.
W 1917 r. za namową Franciszka Bujaka zapisał się do tajnej Ligi Narodowej, w której wkrótce po ustąpieniu Stanisława Rowińskiego został sekretarzem. Znalazł się w doborowym otoczeniu, bowiem członkami tej organizacji z Krakowa byli: Stanisław Rymer, Karol Hubert Rostworowski, Ignacy Chrzanowski i Wacław Sobieski, a sympatykami: abp Adam Stefan Sapieha, ks. Jan Piwowarczyk, Stanisław Kutrzeba i Władysław Semkowicz. Następnie pełnił funkcję członka Rady Głównej i pozostał na tym stanowisku do rozwiązania Ligi Narodowej w 1927 r.
W październiku 1918 r. został członkiem Stronnictwa Narodowo-Demokratycznego – Związku Ludowo-Narodowego (maj 1919 r.) i współpracownikiem czasopism Rok Polski, Gazeta Polska i Przegląd Narodowy. Wstąpienie do partii było zgodne z jego antyniemiecką postawą, prawicowymi przekonaniami wyniesionymi z uczelni i znajomością z czołowymi postaciami tego ruchu: Romanem Dmowskim, Marianem Seydą, Stanisławem Grabskim, Romanem Rybarskim i Zygmuntem Balickim. Przystąpienie do tej siły politycznej spowodowało, że Marceli Handelsman wyeliminował go z organizacji Uniwersytetu Warszawskiego.
W dniach 16 do 20 maja 1918 r. przebywał w Pradze na Zjeździe Słowiańskim, gdzie ustalono etnograficzną zasadę podziału Śląska Cieszyńskiego. Natomiast w listopadzie 1918 r. wraz Tadeuszem Ludwikiem Grabowskim z ramienia Polskiej Komisji Likwidacyjnej zabiegał w belgradzkiej kwaterze aliantów o interwencję w oblężonym Lwowie u generała Henrys’a (23 listopada). Uczeni domagali się ustanowienia alianckiej okupacji Lwowa, Stanisławowa, Stryja i Borysławia. Generał szorstko odmówił; podając jako powody: szczupłość swoich sił i brak łączności z Lwowem. Poza tym uważał, że mandat do reprezentowania sprawy polskiej ma Komitet Narodowy Polski.
Był ekspertem delegacji polskiej na konferencji pokojowej w Paryżu w 1919 roku zajmującym się zagadnieniami historycznymi i prawnymi. Uczony zdawał sobie sprawę z faktu, że grupa ekspertów i doradców nie wywarła większego wpływu na program terytorialny polskiej delegacji, bowiem został on opracowany wcześniej przez działaczy Komitetu Narodowego Polskiego z Romanem Dmowskim, Marianem Seydą i Janem Rozwadowskim na czele.
W czasie wojny polsko-bolszewickiej ochotniczo wstąpił do wojska i od 10 lipca do 8 października 1920 r. był w krakowskim garnizonie instruktorem artylerii pospolitego ruszenia.
W czasie kampanii konstytucyjnej (zima 1920/1921) organizował manifestacje na rzecz dwuizbowego parlamentu.
W latach 1922–1927 pełnił mandat poselski z ramienia Związku Ludowo-Narodowego. Krytykował politykę Józefa Piłsudskiego (m.in. na łamach „Trybuny Narodu”). Domagał się docenienia roli Romana Dmowskiego w historii Polski (O miejsce dla Dmowskiego w historii).
Po zakończeniu II wojny światowej nie zerwał kontaktów ze Stronnictwem Narodowym. Pisywał m.in. polemiczne artykuły do tajnej gazety narodowej Walka. Był obserwowany przez organy bezpieczeństwa, a w swoim dzienniku kilkakrotnie zapisał: czarny typik mnie śledził. Uniknął szczęśliwie dla siebie aresztowania.
W 1946 r. brał udział w obchodach trzeciomajowych w Krakowie, w czasie których doszło do starć z milicją. W swoim dzienniku wspominał o 8 zabitych i ponad 100 rannych, podczas gdy w oficjalnych oświadczeniach mówiono o 2 rannych. Protestował także przeciwko odezwie wydanej przez UJ popierającej w kampanii przedwyborczej blok demokratyczny (PPR, PPS, SL i SD). Z nieukrywaną złością zapisał w swoim dzienniku: kto to świństwo mógł tak po stańczykowsku wystylizować? Krzyżanowski? Grzybowski? Dobrowolski?

### Uczniowie
W gronie studentów Konopczyńskiego byli przyszli redaktorzy Polskiego Słownika Biograficznego – Kazimierz Lepszy i Emanuel Rostworowski, a także m.in. Czesław Chowaniec, Aleksander Codello, Władysław Czapliński, Jan Dihm (historyk), Józef Feldman, Józef Andrzej Gierowski, Lech Haydukiewicz, Jadwiga Krasicka, Eugeniusz Latacz, Zygmunt Lorentz, Tadeusz Mączyński, Michał Nycz, Julian Nieć, Jan Pachoński, Jan Perdenia, Adam Przyboś, Przemysław Smolarek, Jan Szwarc, Franciszek Szymiczek, Stefan Truchim, Adam Tyran, Helena Waniczkówna-Wereszycka, Anna Wnorowska-Lepszyna, Aleksander Codello.

## Publikacje

### Publikacje książkowe
- Polska w dobie wojny siedmioletniej, t. 1 Kraków-Warszawa 1909
- Polska w dobie wojny siedmioletniej, t. 2 Kraków-Warszawa 1911
- Mrok i świt (1911)
- A Brief Outline of Polish History (1915, z Karolem Lutostańskim)
- Geneza i ustanowienie Rady Nieustającej (1917)
- Liberum veto (1918)
- Przyczyny upadku Polski (1918)
- Dzieje parlamentaryzmu angielskiego (1922)
- Polska a Szwecja (1924)
- Stanisław Konarski (1926)
- Kazimierz Pułaski. Życiorys (1931, nagroda PAU im. Barczewskiego)
- Dzieje Polski nowożytnej (1936, 2 tomy) Wersja cyfrowa: t. 1; t. 2.
- Konfederacja Barska (1936–1938, 2 tomy, nagroda PAU im. Barczewskiego)
- Polska a Turcja, 1683-1792 (1936)
- Czasy absolutyzmu 1648-1788 (1938, [w:] Wielka historia powszechna)
- Wojny religijne i absolutyzm (1938, [w:] Wielka historia powszechna, z Kazimierzem Piwarskim)
- Anglia a Polska w XVIII wieku (1947)
- Fryderyk Wielki a Polska (1947)
- Kwestia bałtycka do XX wieku (1947)
- Chronologia sejmów polskich 1493–1793 (1948) Wersja cyfrowa

pośmiertne (pierwodruki):
- Kiedy nami rządziły kobiety Londyn (1960)
- Polscy pisarze polityczni XVIII wieku (do Sejmu Czteroletniego) wydał Emanuel Rostworowski Warszawa (1966)
- Pod trupią główką: Sonderaktion Krakau posłowiem opatrzył Emanuel Rostworowski Warszawa (1982) ISBN 83-06-00761-1.
- Historia polityczna Polski 1914–1939 Warszawa (1995) ISBN 83-901684-4-8.
- Pierwszy rozbiór Polski wydała Zofia Zielińska Kraków (2010) ISBN 978-83-60940-77-8.
- Polscy pisarze polityczni XVIII wieku Ośrodek Myśli Politycznej (2012) ISBN 978-83-62628-30-8.

### Biogramy w Polskim Słowniku Biograficznym

#### Tom I
- Abazyn (zm. 1702), s. 4.
- Abramowicz Andrzej (zm. 1763), s. 11–12.
- Albrecht Kazimierz (1738-1822), s. 54–55.
- Aleksandrowicz Tomasz Walerian (zm. 1794), s. 72.
- d’Aloy Jan Baptysta (zm. 1786), s. 80–81.
- August III (1696-1763), s. 183–185.
- Bachowski Jan (XVIII w.), s. 201–202.
- Bagniewski Bartłomiej (zm. 1748), s. 217–218.
- Barczewski Wojciech (zm. 1769), s. 302.
- Beck Jan (zm. 1759), s. 390.
- Bekierski Dominik (zm. 1750), s. 402–403.
- Belcour Franciszeki August Thesby (XVIII w.), s. 403–404.
- Benoe Paweł (zm. 1755), s. 437–439.
- Bernacki (XVIII w.), s. 455.

#### Tom II
- Bęklewski Onufry Gniewomir (XVIII w.), s. 3–4.
- Białłozor Jerzy (zm. 1783), s. 9.
- Biernacki Paweł (1740-1826), s. 82–83.
- Biernacki Władysław (zm. po 1788), s. 83–84.
- Bierzyński Józef (XVIII w.), s. 85–87.
- Biesiekierski Antoni Dezydery (1743-1818), s. 88–89; razem z Andrzejem Wojtkowskim.
- Billewicz Tadeusz (zm. 1790), s. 100–101.
- Błeszyński Kazimierz (XVIII w.), s. 134.
- Boelcke Józef Ignacy (zm. 1785 lub 1786), s. 184–185.
- Bogdanowicz Łukasz (XVIII w.), s. 189–190.
- Bohomolec Piotr Tadeusz (XVIII w.), s. 226.
- Bohusz Ignacy (zm. 1778), s. 230–232.
- Borch Jan Jędrzej (zm. 1780), s. 311–313.
- Borzysławski Antoni Marcin (XVIII w.), s. 371.
- Boscamp-Lasopolski Karol (zm. 1794), s. 372–374.
- Branicka Izabella (1730-1808), s. 396–397.
- Branicki Franciszek Ksawery (zm. 1819), s. 398–401.
- Branicki Jan Klemens (1689-1771), s. 404–407.
- Bronicki Jakób Ignacy (zm. 1769), s. 459.
- Bronikowski Adam (1714-1778), s. 465–466.

#### Tom III
- Brühl Henryk (1700-1763), s. 16–19.
- Brzostowska Genowefa (zm. 1737), s. 45–46.
- Brzostowski Adam (1722-1790), s. 46–47.
- Brzostowski Michał (1722-1784), s. 52–53.
- Brzostowski Stanisław (1733-1769), s. 56–57.
- Buchowiecki Antoni Stanisław (zm. po 1790), s. 77–78.
- Bukowski Michał Ozoriusz (XVIII w.), s. 122–123.
- Bystry Józef (zm. 1783), s. 172–173.
- Cetner Dominik (zm. 1804), s. 238.
- Cetner Ignacy (1728-ok. 1800), s. 238–239.
- Cetner Jan (zm. 1734), s. 240.
- Chodkiewicz Jan Mikołaj (1738-1781), s. 368–369.
- Choisy Klaudiusz Gabriel de (1723-ok. 1800), s. 390–391.
- Chojecki Karol (ur. ok. 1740), s. 395–396.
- Chomętowski Józef (XVIII w.), s. 411.
- Chomętowski Stanisław (1673-1728), s. 412–414.
- Chomiński Franciszek Ksawery (zm. 1809), s. 416–417.
- Chrapowicki Eustachy (zm. 1791), s. 436.
- Chrapowicki Józef (1731-1801), s. 439.
- Chrapowicki Mikołaj Sabba (zm. 1760), s. 439–440.
- Chreptowicz Karol Litawor (zm. 1750), s. 443–444.
- Chrzanowski Kajetan (zm. 1793), s. 460.

#### Tom IV
- Cielecki Andrzej (XVIII w.), s. 45.
- Cieński Kazimierz (zm. 1818), s. 52.
- Corticelli Szymon (XVIII w.), s. 96.
- Crutta Antoni Łukasz (1727-1812), s. 109–110.
- Czachorowski Józef (zm. 1772), s. 137.
- Czacki Feliks (1723-1790), s. 140–142.
- Czaplic Celestyn (1723-1804), s. 167–168.
- Czarnecki Jan Antoni (1700-1774), s. 201–202.
- Czarnocki Michał (XVIII w.), s. 229–230.
- Czartoryska Maria Zofia (1699-1771), s. 248–249.
- Czartoryski Aleksander August (1697-1782), s. 272–275.
- Czartoryski Michał Fryderyk (1696-1775), s. 288–294.
- Czartoryski Stanisław (zm. 1766), s. 297.
- Czartoryski Teodor Kazimierz (1704-1768), s. 297–299.
- Czerny-Schwarzenberg Franciszek (zm. 1775), s. 344.
- Czerny-Schwarzenberg Joachim (zm. 1771), s. 345.
- Darewski Franciszek (ok. 1700-ok. 1768), s. 435–436.

#### Tom V
- Dąmbski Jan Chrzciciel (1731-1812), s. 33.
- Dąmbski Jan Ignacy (1740-1826), s. 33.
- Dembiński Stanisław Kostka (1708-1781), s. 75.
- Dembowski Antoni Sebastian (1682-1763), s. 83–85.
- Dembowski Stefan (zm. 1757), s. 97–98.
- Dembowski Stefan Florian (1728-1802), s. 98.
- Dębicki Marcin Michał (zm. 1705), s. 139–140.
- Dłuski Sebastian (zm. 1807), s. 197.
- Dłuski Tomasz (ok. 1713-1800), s. 197–198.
- Dmowski Roman (1864-1939), s. 213–225; razem z Ignacym Chrzanowskim.
- Dogiel Maciej (1715-1760), s. 280–282.
- Domański Jakub (XVIII w.), s. 300.
- Domański Michał (XVIII w.), s. 301–302.
- Drohojowski Józef (ok. 1694-1770), s. 385–386.
- Drost Jan Ksawery (XVIII w.), s. 391.
- Dubanowicz Edward (1881–1943), s. 425–426.
- Duclos (zm. 1772), s. 444.
- Duhamel de Prècourt (XVIII w.), s. 451–452.
- Dunin Jakub (zm. 1730), s. 474–475.

#### Tom VI
- Dwernicki Faustyn (1745-1803?), s. 19.
- Działyński Augustyn (1715-1759), s. 78–79.
- Dzieduszycki Jerzy Stanisław (1670-1730), s. 109–111.
- Dzierzbicki Szymon (1720-1787), s. 142–143.
- Dzierzbicki Teodor (XVIII w.), s. 144.
- Dzierżanowski Andrzej (zm. 1748), s. 155–156.
- Dzierżanowski Michał (ok. 1725-1808), s. 157–159.
- Elżbieta (1736-1818), s. 265–266.
- Engeström Wawrzyniec (1751-1826), s. 272–274.
- Eperyaszy Antoni (1689-1747), s. 279–281.
- Eperyaszy Michał (zm. 1747), s. 281.
- Essen August Franciszek (1720-1792), s. 297–298.

#### Tom VII
- Flemming Jakub Henryk (1667-1728), s. 32–35.
- Flemming Jan Jerzy (1699-1771), s. 35–36.
- Frank Jakub Józef (1726-1791), s. 82–84.
- Frezer Jan (zm. po 1744), s. 136.
- Fryczyński Jakub (XVIII w.), s. 156.
- Fryderyk Chrystian (1722-1763), s. 169–170.
- Gadomski Stanisław Kostka (1718-1797), s. 200–202.
- Gałecki Ignacy (zm. zapewne 1778), s. 243.
- Garczyński Stefan (zm. 1756), s. 275–277.
- Garlicki Tomasz (XVIII w.), s. 283–284.
- Gartenberg Sadogórski Piotr Mikołaj (ok. 1720-ok. 1780), s. 289–290.
- Giedroyć Mateusz (zm. 1560- lub 1561), s. 430.
- Gietulewicz Antoni Jan (ur. ok. 1720), s. 458–459.

#### Tom VIII
- Giżycki Bartłomiej (1682-1768), s. 20–21.
- Giżycki Kajetan (ok. 1720-1785), s. 23.
- Glinka Antoni (ok. 1710-ok. 1772), s. 54–55.
- Głębocki Antoni (2. poł. XVIII w.), s. 106.
- Głębocki Józef (ok. 1700-ok. 1780), s. 107–108.
- Goltz August Stanisław (zm. po 1788), s. 232–234.
- Goltz Jerzy Wilhelm (zm. 1767), s. 235–236.
- Gołębiowski Piotr (zm. 1748), s. 252–253.
- Gomoliński Karol (1696-1784), s. 270–271.
- Gomoliński Karol (XVIII w.), s. 271–272.
- Gozdzki Stanisław (zm. 1771), s. 392–393.
- Grabowski Jan Jerzy (zm. 1789), s. 494–495.
- Grabowski Maciej (zm. 1750), s. 501–502.
- Grabowski Paweł (zm. 1780), s. 506.
- Granowski Kazimierz (1721-1774), s. 548–550.

#### Tom IX
- Gurowski Andrzej (zm. 1752), s. 167–168.
- Gurowski Władysław Roch (ok. 1715-1790), s. 171–173.
- Horain Jan Antoni (1686-1777), s. 611–612.

#### Tom XII
- Karwicki Stanisław (1640-1724), s. 154–156.

#### Tom XIV
- Korzon Tadeusz Sylwester (1839-1918), s. 178–181.
- Kossakowski Szymon Marcin (1741-1794), s. 288–293.

#### Tom XVII
- Lubomirska Zofia (1718-1790), s. 636–638.

#### Tom XXII
- Mostowski Paweł Michał (ok. 1721-1781), s. 68–71.

## Publikacje poświęcone Władysławowi Konopczyńskiemu
- E. Kipa, Władysław Konopczyński (1880–1952), „Rocznik Towarzystwa Naukowego Warszawskiego” 1952, R. 45, s. 101–103.
- Z. Wojciechowski, Władysław Konopczyński (1880–1952), „Przegląd Zachodni” 1952, R. 8, s. 671–673.
- M. Kukiel, Ze wspomnień o Władysławie Konopczyńskim, „Wiadomości” 1953, R. 8, nr 1.
- S. Kościałkowski, Władysław Konopczyński jako historyk, „Teki Historyczne” 1953, T. 6, nr 1, s. 1–29.
- Emanuel Rostworowski, Władysław Konopczyński, [w:] Internetowy Polski Słownik Biograficzny [online], Filmoteka Narodowa – Instytut Audiowizualny [dostęp 2025-06-25]. Wersja drukowana: Polski Słownik Biograficzny, t. XIII, Instytut Historii PAN, 1967–1968, s. 556–561.
- W. Czapliński, Jeszcze raz o profesorze Władysławie Konopczyńskim, „Tygodnik Powszechny” 7 V 1972.
- E. Rostworowski, Władysław Konopczyński, „Kultura” 1972, nr 14.
- E. Rostworowski, Władysław Konopczyński jako historyk, [w:] Spór o historyczną szkołę krakowską. W stulecie Katedry Historii Polskiej UJ 1869–1969, Kraków 1973, s. 209–235.
- W. Czapliński, Władysław Konopczyński, jakim go znałem, [w:] Portrety uczonych polskich, Kraków 1974, s. 243–250.
- W. Czapliński, Władysław Konopczyński jako historyk XVII i XVIII wieku, „Studia Historyczne” 1979, R. 22, z. 1, s. 67–70.
- J. Gierowski, Władysław Konopczyński jako badacz czasów saskich, „Studia Historyczne” 1979, R. 22, z. 1, s. 71–74.
- A. Przyboś, Wspomnienie o seminarium Władysława Konopczyńskiego, „Studia Historyczne” 1979, R. 22, z. 1, s. 81–84.
- J. Michalski, Władysław Konopczyński jako badacz czasów Stanisławowskich, „Studia Historyczne” 1979, R. 22, z. 1.
- E. Rostworowski, Historyk Rzeczypospolitej, [w:] W. Konopczyński, Pod trupią główką (Sonderaktion Krakau), Warszawa 1982, s. 82–95.
- J. Maternicki, Władysław Konopczyński, jego miejsce i rola w życiu krakowskiego środowiska historycznego w latach 1918–1939, „Przegląd Humanistyczny” 1985, nr 3–4, s. 91–125.
- U. Perkowska, Władysław Konopczyński, [w:] Wyrok na Uniwersytet Jagielloński 6 XI 1939, pod red. L. Hajdukiewicza, Kraków 1989.
- T. Wituch, Wstęp, [w:] W. Konopczyński, Historia polityczna Polski 1914–1939, Warszawa 1995.
- P. Biliński, Władysław Konopczyński. Historyk i polityk II Rzeczypospolitej (1880–1952), Warszawa 1999, s. 168.
- J. Maternicki, Władysław Konopczyński i jego synteza dziejów Polski nowożytnej, [w:] W. Konopczyński, Dzieje Polski nowożytnej, Warszawa 2003.
- M. Czeppe, Władysław Konopczyński twórca Polskiego słownika biograficznego, [w:] Władysław Konopczyński 1880–1952. Materiały z posiedzenia naukowego PAU w dniu 21 VI 2002 roku, zebrał i oprac. J.A. Gierowski, Kraków 2005, s. 69–77.
- Od Wydawcy, [w:] W. Konopczyński, Kwestia bałtycka, Kraków–Warszawa 2014, s. IX–XI.
- P. Biliński, Lwowskie lata Władysława Konopczyńskiego, „Wrocławskie Studia Historyczne” 2014, nr 18, s. 91–102.
- P. Biliński, Władysław Konopczyński i jego dzieło Geneza i ustanowienie Rady Nieustającej, Kraków–Warszawa 2014, s. VII–XVII.
- P. Biliński, Władysława Konopczyńskiego „boje” o kształt Polskiego słownika biograficznego w latach 1928–1939, „Klio Polska” 2015, T. VII, s. 107–141.
- M. Janowski, Wstęp: „Historyka” Władysława Konopczyńskiego na tle epoki, [w:] W. Konopczyński, Historyka, Warszawa 2015, s. IX–XXXIV.
- P. Biliński, Władysław Konopczyński i jego dzieło Polska a Szwecja, [w:] W. Konopczyński, Polska a Szwecja. Od pokoju oliwskiego do upadku Rzeczypospolitej 1660–1795, Kraków–Warszawa 2016, s. VII–XV.
- P. Biliński, Wstęp, [w:] W. Konopczyński, Dzieje parlamentaryzmu angielskiego, Kraków–Warszawa 2017, s. VII–IX.
- P. Biliński, Władysław Konopczyński 1880–1952. Człowiek i dzieło, Kraków 2018, s. 642.

## Odznaczenia i upamiętnienie
Był odznaczony m.in. krzyżem kawalerskim szwedzkiego Orderu Gwiazdy Polarnej w 1924 oraz krzyżem oficerskim francuskiego Orderu Legii Honorowej w 1939.
W 2019 pośmiertnie otrzymał polski Medal Virtus et Fraternitas.
W Krakowie znajduje się ulica jego imienia, do 2017 nosząca imię Jana Szwai.